# Joseph Hunter
Joseph Garvin Hunter (Louisville, 4 oktober 1899 - Santa Barbara, 10 september 1984) was een Amerikaans rugbyspeler.

## Carrière
Tijdens de Olympische Zomerspelen 1920 werd hij met de Amerikaanse ploeg olympisch kampioen. Tijdens de Olympische Zomerspelen 1924 was hij als reserve aanwezig.

## Erelijst

### Met Verenigde Staten
- Olympische Zomerspelen:  1920